# Godescalco de Orbais
Godescalco de Orbais (em latim: Gotteschalcus Orbacensis; em francês:  Godescalc; em alemão:  Gottschalk; c. 808–30 de outubro de 867 (59 anos)) foi um teólogo, monge e poeta saxão que é mais conhecido por ter sido um dos primeiros advogados da doutrina da dupla predestinação. De seu amigo Valafrido Estrabo, Godescalco recebeu o apelido "Fulgêncio" (Fulgentius), uma homenagem a Fulgêncio, o Mitógrafo, cujas obras ele estudou profundamente.

## Vida

### Início da carreira
Godescalco nasceu perto de Mogúncia (Mainz), filho de um conde saxão chamado Bernius, e foi entregue para a vida monástica (oblatus) ainda criança. Recebeu seu treinamento no Mosteiro de Fulda, que na época estava sob o comando do abade Rábano Mauro, e ficou amigo de Valafrido Estrabo e Lupo de Ferrières. Em junho de 829, no Concílio de Mogúncia, sob o pretexto de ter sido indevidamente constrangido por seu abade, tentou e conseguiu sua liberdade, refugiando-se primeiro na Abadia de Corbie, onde encontrou Ratramo, e depois no Mosteiro de Orbais, na Diocese de Soissons. Lá, estudou Santo Agostinho e tornou-se um fervoroso defensor da doutrina da predestinação absoluta, acreditando tanto na predestinação dos condenados quanto dos eleitos (salvos).

### Sacerdócio
Entre 835 e 840, Godescalco foi ordenado padre sem o conhecimento de seu bispo por Rigboldo, o corepíscopo de Reims. Antes de 840, depois de abandonar seu mosteiro, foi para a Itália e pregou lá sua doutrina de dupla predestinação, criando boas relações com Notting, bispo de Verona, e Everardo (Eberhard), marquês de Friul.
Expulso da Itália por influência de Rábano, na época arcebispo de Mogúncia, que escreveu duas violentas cartas para Notting e Everardo, Godescalco viajou pela Dalmácia, Panônia e a Nórica pregando e escrevendo.
Godescalco estava na corte de Trpimir I da Croácia entre 846 e 848 e sua obra "De Trina deitate" é uma importante fonte de informação para os eventos do reinado de Trpimir, pois Godescalco testemunhou uma batalha entre o rei e um estratego bizantino, provavelmente da Dalmácia, que resultou em vitória croata.

### Controvérsia da predestinação
Em outubro de 848, Godescalco apresentou ao Concílio de Mogúncia, reunido na Abadia de Santo Albano, uma profissão de fé e uma refutação das ideias de Rábano Mauro em sua carta a Notting. Foi condenado, porém, de heresia, surrado, obrigado a jurar que jamais retornaria novamente ao território de Luís, o Germânico, e entregue a Incmaro (Hincmar), arcebispo de Reims, que o enviou de volta para o seu mosteiro em Orbais. No ano seguinte, num concílio provincial em Quierzy presidido pelo rei Carlos, o Calvo, tentou novamente se justificar, mas foi novamente condenado como herético e perturbador da paz. Desta vez, foi demovido de seu sacerdócio, chicoteado, obrigado a queimar sua profissão de fé e acabou trancafiado no Mosteiro de Hautvilliers.
Lá, Incmaro tentou novamente fazê-lo retratar-se. Godescalco, porém, continuou a defender sua doutrina, escrevendo para amigos e para os mais eminentes teólogos nas terras de Carlos, o Calvo, e Luís, o Germânico. Uma grande controvérsia se iniciou. Prudêncio de Troyes, Venilo de Sens, Ratramo de Corbie, Lupo de Ferrières e Floro de Lyon escreveram em seu favor. Incmaro escreveu "De praedestinatione" e "De una non trina deitate" contra as doutrinas de Godescalco, mas conseguiu pouco depois de chamar Erígena como autoridade para ajudá-lo.
A questão foi discutida nos concílios de Quierzy (853), Valence (855) e Savonnières (859). Finalmente, o papa Nicolau I assumiu o caso e convocou Incmaro ao Concílio de Mogúncia. Ele ou não conseguiu ou não quis aparecer, mas declarou que Godescalco deveria ir até lá para se defender perante o papa. Nada resultou da discussão e Incmaro, quando soube que Godescalco havia ficado doente, proibiu que ele recebesse os sacramentos ou que fosse enterrado em solo consagrado se não se retratasse. Godescalco se recusou a fazê-lo e morreu em 30 de outubro entre 866 e 870.

## Obras
Godescalco era um autor vigoroso e original, mas foi acusado por seus inimigos de possuir um temperamento violento, incapaz de disciplina ou moderação tanto nas ideias quanto na conduta. De suas muitas obras, sobreviveram duas confissões de fé (publicadas em latim por Migne na Patrologia Latina, 121:347 sqq) e alguns poemas (editados por L Traube na "Monumenta Germaniae historica: Poetae Latini aevi Carolini" 707-738). Alguns fragmentos de seus tratados teológicos se preservaram nas obras de Incmaro, Erígena, Ratramo e Lupo, adversários e aliados. Algumas obras de Godescalco (incluindo "De Praedestinatione") foram redescobertas em 1931 numa biblioteca em Berna.
A partir do século XVII, quando os jansenistas passaram a exaltar Godescalco, muito se escreveu sobre ele. Dois estudos importantes são F. Picavet, Les Discussions sur la liberté au temps de Gottschalk, de Raban Maur, d'Hincmar, et de Jean Scot, in Comptes rendus de l'acad. des sciences morales et politiques (Paris, 1896), e A. Freystedt, Studien zu Gottschalks Leben und Lehre, in Zeitschrsft für Kirchengeschichte (1897), vol. xviii.

## Atribuição
- Este artigo incorpora texto  (em inglês) da Encyclopædia Britannica (11.ª edição), publicação em domínio público.